# Liste des diocèses catholiques du Vietnam
Cette liste présente les diocèses catholiques du Viêt Nam, leur date de création, et leurs titulaires actuels.
| No. | Archidiocèses et diocèses suffragants | Création         | Évêques actuels                                                            |
| --- | ------------------------------------- | ---------------- | -------------------------------------------------------------------------- |
| 1   | Archidiocèse d'Hanoï                  | 1659 1960, élevé | Joseph Vũ Văn Thiên (it), Archevêque                                       |
| 2   | Diocèse de Bac Ninh                   | 1883             | Cosme Hoàng Van Đat, Évêque                                                |
| 3   | Diocèse de Bui Chu                    | 1848             | Thomas Vu Đình Hiêu, Évêque                                                |
| 4   | Diocèse de Hà Tĩnh                    | 2018             | Paul Nguyên Thai Hop, Évêque                                               |
| 5   | Diocèse d'Haïphong                    | 1679             | vacant                                                                     |
| 6   | Diocèse de Hung Hoa                   | 1895             | Jean Marie Vu Tât, Évêque                                                  |
| 7   | Diocèse de Lang Son et Cao Bang       | 1939             | Joseph Chau Ngoc Tri, Évêque                                               |
| 8   | Diocèse de Phát Diêm                  | 1901             | vacant                                                                     |
| 9   | Diocèse de Thai Binh                  | 1936             | Pierre Nguyên Van Đê, Évêque                                               |
| 10  | Diocèse de Thanh Hóa                  | 1932             | Joseph Nguyễn Đức Cường (it), Évêque                                       |
| 11  | Diocèse de Vinh                       | 1846             | Alphonse Nguyên Huu Long, Évêque Pierre Nguyên Van Viên, Évêque auxiliaire |
| 12  | Archidiocèse de Hué                   | 1850 1960, élevé | Joseph Nguyen Chi Linh, Archevêque                                         |
| 13  | Diocèse de Ban Mê Thuôt               | 1967             | Vincent Nguyên Van Ban, Évêque                                             |
| 14  | Diocèse de Da Nang                    | 1963             | Joseph Đăng Đúc Ngân, Évêque                                               |
| 15  | Diocèse de Kontum                     | 1932             | Louis de Gonzague Nguyên Hùng Vi, Évêque                                   |
| 16  | Diocèse de Nha Trang                  | 1957             | Joseph Võ Đúc Minh, Évêque                                                 |
| 17  | Diocèse de Quy Nhon                   | 1659             | Matthieu Nguyên Van Khôi, Évêque                                           |
| 18  | Archidiocèse d'Hô-Chi-Minh-Ville      | 1844 1960, élevé | Joseph Nguyên Nang, Archevêque Louis Nguyên Anh Tuan, Évêque auxiliaire    |
| 19  | Diocèse de Ba Ria                     | 2005             | Emmanuel Nguyên Hong Son, Évêque                                           |
| 20  | Diocèse de Can Tho                    | 1955             | Stéphane Tri Buu Thiên, Évêque                                             |
| 21  | Diocèse de Da Lat                     | 1960             | Antoine Vu Huy Chuong, Évêque Dominic Nguyên Văn ManhÉvêque coadjuteur     |
| 22  | Diocèse de Long Xuyên                 | 1960             | Joseph Trân Văn Toàn, Évêque                                               |
| 23  | Diocèse de My Tho                     | 1960             | Pierre Nguyên Van Kham, Évêque                                             |
| 24  | Diocèse de Phan Thiet                 | 1975             | Joseph Đỗ Mạnh Hùng (it), Évêque                                           |
| 25  | Diocèse de Phu Cuong                  | 1965             | Joseph Nguyễn Tấn Tước (it), Évêque                                        |
| 26  | Diocèse de Vinh Long                  | 1938             | Pierre Huỳnh Văn Hai, Évêque                                               |
| 27  | Diocèse de Xuan Loc                   | 1965             | Joseph Đình Đúc Đao, Évêque Jean Đo Văn Ngân, Évêque auxiliaire            |